# 寮フェス! 〜最後の七不思議〜
『寮フェス! 〜最後の七不思議〜』（りょうフェス さいごのななふしぎ）は、2012年に公開された日本映画。

## 概要
7 WEST主演、関西ジャニーズJr.出演の青春映画。
2012年3月31日にT･ジョイ大泉、横浜ブルク13、T･ジョイ京都、梅田ブルク7、T･ジョイ博多の5館にて2週間限定公開で封切り。その後、全国各地での追加上映が行われ全国26館でのロードショー展開となった。観客動員数は28000人。
製作は、2011年にジャニーズJr.主演映画『HOT SNOW』を製作したメディアプルポ。同社の演出家で『HOT SNOW』でもメガホンをとった高山浩児が監督を務めた。出演者らは台本を渡されてから1週間程でクランクインし、撮影時間もわずか5日間だったが、コンサートのリハーサルの合間に自主的に集まってダンスシーンなど練習し、撮影に臨んだという。
2013年2月13日にDVD/Blu-ray化された。

## あらすじ
心霊スポット扱いされている三山学園の男子寮。そこには、8人の生徒と、寮母のおばちゃんが住んでいた。そんなとき、老朽化を理由に寮が取り壊されることが決まる。30年前に行われたきりの伝説の“寮フェス"を開催し、反対決起を呼びかけようと計画する遠山たちと、乗り気ではない伊達は激しくぶつかり合うが、それをきっかけに距離を縮めていく。

## 登場人物
伊達慎之介 - 重岡大毅
三山学園3年生。いつも部屋にこもっていて、なぜか仲間の輪に入ろうとしない。同級生と顔を合わせないように学校にも1人で、遅刻ギリギリで通っているが、成績は優秀。ある日、まゆみという少女が現れ、彼の妹だと告げられる…。
遠山克己 - 神山智洋
三山学園3年生。学生寮の寮長。寮母さんにも信頼されていて、アツい性格。伊達のことを心配している
龍造寺文也 - 藤井流星
　三山学園3年生。バイトばかりしている。
島津拓 - 竹本慎平
　三山学園2年生。乃木、結城と組んでいるエアバンドのリーダー。
乃木康介 - 小瀧望
　三山学園2年生。島津、結城と組んでいるエアバンドのベース役。一見クールだが、抜けている。
結城将太 - 新垣佑斗
　三山学園2年生。島津、乃木と組んでいるエアバンドのドラム役。テンションが高い。
藤堂一貴 - 金内柊真
　三山学園1年生。小西とつるんでいて、ケンカが強い。
小西睦生 - 向井康二
　三山学園1年生。ケンカは弱いがお調子者。
瀬戸まゆみ - 寺下怜見
慎之介の母親の再婚相手の娘
寮母 - 楠見薫

## スタッフ
- 監督：高山浩児
- 原案：永野宗典
- 脚本：大歳倫弘
- 音楽：濱田貴司
- 製作：メディアプルポ
- 上映時間：80分